# Vittorio Curtoni
Vittorio Curtoni (geboren am 28. Juli 1949 in San Pietro in Cerro; gestorben am 4. Oktober 2011 in Piacenza) war ein italienischer Science-Fiction-Autor und Übersetzer.

## Leben
Curtoni schloss 1973 sein Studium der modernen Literatur mit einer Arbeit über die italienische Science-Fiction ab, die 1977 unter dem Titel Le frontiere dell'ignoto („Die Grenzen des Unbekannten“) veröffentlicht wurde. Er war aber schon zuvor stark in der italienischen Science-Fiction involviert, zunächst durch die Herausgabe eines eigenen Fanzines, dann war er von 1970 bis 1974 Herausgeber der SF-Reihe Galassia und von 1977 bis 1978 Herausgeber von Robot – Rivista di Fantascienza.
Seit 1978 arbeitete er als freier Schriftsteller und Übersetzer.
Bereits 1966 publizierte er eine erste Kurzgeschichte Danzate, morituri!, zahlreiche weitere folgten, die in mehreren Sammelbänden erschienen, der letzte 2011 kurz vor Curtonis Tod. Sein erster und einziger Roman Dove stiamo volando erschien 1972.
Er übersetzte außerdem Werke von Philip K. Dick, Joe R. Lansdale, Matt Ruff, Joyce Carol Oates, David Ambrose und Ron Goulart.
Curtoni starb mit 62 Jahren an einem Herzinfarkt, nachdem er zuvor an Leberkrebs erkrankt war.

## Werke
Roman
- Dove stiamo volando (1972)

Essay
- Le frontiere dell'ignoto. Vent'anni di fantascienza italiana (1977)

Sammlungen
- La sindrome lunare e altre storie (1978)
- Retrofuturo (1999)
- Ciao futuro (2001)
- Trappole in libertà (2004)
- Bianco su nero (2011)

Kurzgeschichten
- Danzate, morituri! (1966)
- Ventisette pollici (1968)
- Gli stranieri di Arit (1968)
- Ultimi pensieri del grande scrittore di Science Fiction, estrapolati per libera associazione di idee, all'appressarsi del fatale oggetto in un piccolo ristorante di periferia (1968)
- Questa pistola è innamorata di te (1969)
- Due donne in riva al lago (1969)
- L'uomo, l'ombrello e altre cose (1970)
- Ritratto del figlio (1970)
- Ipotesi su un inconscio lunare (1970)
- L'esplosione del Minotauro (1971)
- La vita considerata come un'interferenza fra nascita e morte (1972)
  - Deutsch: Das Leben als Intermezzo zwischen Geburt und Tod. In: Wolfgang Jeschke (Hrsg.): Second Hand Planet. Heyne SF&F #4470, 1988, ISBN 3-453-00995-9.
- La luce (1977)
  - Deutsch: Das Licht. In: Wolfgang Jeschke (Hrsg.): Science Fiction Story Reader 19. Heyne SF&F #3944, 1983, ISBN 3-453-30872-7.
- La sindrome lunare (1978)
- La volpe stupita (1978)
- Nel bunker (1978)
  - Deutsch: Im Bunker. In: Wolfgang Jeschke (Hrsg.): Langsame Apokalypse. Heyne SF&F #4325, 1986, ISBN 3-453-31319-4.
- mit Giuseppe Lippi: Non ho bocca e voglio bere (1978)
- Domani molto presto (1982)
  - Deutsch: Morgen, sehr bald. In: Wolfgang Jeschke (Hrsg.): An der Grenze. Heyne SF&F #4610, 1989, ISBN 3-453-03475-9.
- Il tempo dell'astronave (1983)
  - Deutsch: Schiffszeit. In: Wolfgang Jeschke (Hrsg.): Science Fiction Story Reader 21. Heyne SF&F #4041, 1984, ISBN 3-453-30983-9.
- Vento dal mare (1987)
- Fronte del tempo (1987)
- La difficile arte del ricatto (1989)
- Aggiornamento culturale (1990)
- Le consultazioni (1994)
- Dal Rabbino (1995)
- La dignità della volpe (1998)
- Ti vedo (1999)
- Buona Notte, Dolce Notte (2001)
- Ciao Baldracca (2001)
- L'apocalisse Può Attendere (2001)
- L'uomo Dei Ricordi (2001)
- La Scansione Dell'incubo (2001)
- Morte Di Una Torta (2001)
- Nuove Tragedie In Due Battute (2001)
- Pisciando Il Mio Vino (2001)
- Prigionieri (2001)
- Prima Del Buio (2001)
- Quando Avrò 64 Anni (2001)
- Viaggi (2001)
- Volo Simulato (2001)
- Io mordo per primo (2007)
- Non è che io non mi capisca (2008)
- Bianco su nero (2011)
- Incidente sessuale (2011)
- La gaia bomba (2011)
- Procedura empatica (2011)